# بورجالیان
بورجالیان (زبان ارمنی: Բուրջալյան), یکی از نام‌های خانوادگی رایج در میان ارمنیان می‌باشد.
- آرشاک بورجالیان
- گئورگ بورجالیان